# TuS Güldenstern Stade
Der TuS Güldenstern Stade war ein Sportverein aus Stade. Er bot zahlreiche Sportarten an, eindeutig das Aushängeschild war jedoch die Fußballabteilung. Güldensterns erste Mannschaft spielte von 2010 bis 2012 in der Oberliga Niedersachsen. Bis 1990 gehörte der Verein dem Spielbereich Hamburgs an, dann wechselte er nach Niedersachsen.

## Geschichte
1924 gründete eine Gruppe von Stader Schülern den Verein. Dieser trat jedoch zunächst nicht im Spielbereich des DFB, sondern in dem des ATSB an. Dort feierte man schnell Erfolge, wurde 1931 Stadtmeister und eröffnete im Jahr darauf eine in Vereinsbesitz befindliche Sportanlage. 1933 beendeten die politischen Umwälzungen den weiteren Aufstieg, da alle Arbeitersportvereine nach der Machtergreifung verboten wurden. Viele Vereinsmitglieder traten daraufhin zum bürgerlichen Nachbarklub Camper TV über.
Nach Kriegsende fusionierte dieser Verein mit dem wiedergegründeten SC Güldenstern. Der neue Verein mit dem heute noch gültigen Namen, war 1950 Gründungsmitglied der eingleisigen Amateurliga Hamburg, damals zweithöchste Klasse Deutschlands. Dort etablierte man sich schnell. Dabei war das Jahr 1953 der Höhepunkt: Als Tabellendritter der Liga qualifizierte sich die Mannschaft für die Endrunde der Deutschen Amateurmeisterschaft, jedoch bedeutete schon die Vorrunde das Ausscheiden. Immerhin spielte man am 24. Mai 1953 vor 25.000 Zuschauern im Berliner Olympiastadion gegen Hertha Zehlendorf, wenn man auch mit dem Endstand von 0:6 das Feld verließ.
Auf diesen Höhepunkt folgten ruhigere Jahre mit zahlreichen Auf- und Abstiegen. 1963 wurde der bis heute genutzte Sportplatz auf der Camper Höhe eröffnet. In der Saison 1973/74 ließ Ex-St.-Pauli-Stürmer Horst Haecks in Stade seine Karriere ausklingen. Die höchste Hamburger Spielklasse erreichte man in den folgenden Jahren nur noch sporadisch, 1980 bis 1982 war man das letzte Mal in dieser Liga startberechtigt. In den folgenden Jahren lief eindeutig Lokalrivale VfL Stade, der bis in die Oberliga Nord aufstieg, Güldenstern den Rang ab. 1990 erfolgte der Umzug vom Hamburger Verband in den niedersächsischen.
Dort ging es langsam wieder bergauf, 1994 erreichte man die Niedersachsenliga Ost und hielt sich dort für fünf Jahre, ehe der Abstieg auf Bezirksebene folgte. Zur Saison 2006/07 kehrte man ins niedersächsische Oberhaus zurück. Drei Saisons hindurch schlug man sich überaus achtbar, belegte zumeist Mittelfeldplätze. Die Saison 2009/10 schließlich war die letzte Saison für die Staffel, in der die Stader zuletzt gespielt hatten: Die Oststaffel Niedersachsens wurde mit der Weststaffel zur neuen Oberliga Niedersachsen vereinigt. Güldenstern Stade belegte zum Saisonende den 10. Platz, der zum Start in der Relegation berechtigte. Dort qualifizierte man sich als Gruppensieger vor dem FC Schüttorf 09, dem SC Langenhagen und SV Arminia Hannover für die neue Oberliga. In der Saison 2010/11 musste man als abgeschlagener Tabellenletzter diese Spielklasse jedoch wieder verlassen und stieg in die sechstklassige Landesliga Lüneburg ab.
Zum 1. Juli 2016 verschmolz der TuS Güldenstern Stade gemeinsam mit dem JFV Stade und dem VfL Stade. Die Fußballsparte tritt seitdem als VfL Güldenstern Stade an.

## Stadion
Das Stadion Camper Höhe war seit 1963 Heimstätte für den Klub. Es bietet ca. 4.500 Zuschauern Platz. Architektonisch dominiert die Tribüne, der restliche Ausbau beschränkt sich lediglich auf einige Stufen. Dass der Verein kein reiner Fußballklub ist, wird an der Tartanbahn deutlich, die um das Fußballfeld herumführt. Im Schnitt besuchten in der Saison 2009/10 320 Zuschauer die Heimspiele des Teams, Bestwert waren 1.850 gegen Lokalrivale SV Drochtersen/Assel.

## Andere Sportarten im Verein
Zu den anderen Sportarten im Verein zählen u. a. Badminton, Leichtathletik, Schwimmen, Kegeln, Tischtennis und Fitness.